# Can’t Slow Down (альбом Лайонела Ричи)
| Оценки критиков               | Оценки критиков |
| Источник                      | Оценка          |
| ----------------------------- | --------------- |
| Allmusic                      | [ 3 ]           |
| Robert Christgau              | (B+)            |
| Encyclopedia of Popular Music | [ 4 ]           |
| Rolling Stone                 | [ 5 ]           |

Can’t Slow Down — второй сольный студийный альбом американского автора-исполнителя Лайонела Ричи. Он был выпущен 14 октября 1983 года на лейбле Motown Records.
«Can’t Slow Down» получил бриллиантовый статус от Американской ассоциации звукозаписывающих компаний, было продано более 10 миллионов копий в США и более 20 миллионов копий по всему миру, что сделало его самым продаваемым альбомом Ричи и одним из самых продаваемых альбомов 1980-х годов. С альбома было выпущено пять синглов, все из которых попали в первую десятку чарта Billboard Hot 100, включая два, которые достигли первого места: «All Night Long (All Night)» и «Hello». Впоследствии альбом получил премию «Грэмми» в номинации «Альбом года» на 27-й ежегодной церемонии вручения премии «Грэмми» в 1985 году.

## Об альбоме
Альбом получил положительные отзывы музыкальных критиков и интернет-изданий.
Альбом занял первое место в американском хит-параде Billboard Billboard 200 и провёл 59 недель подряд в десятке лучших Top 10 (включая весь 1984 год) и в сумме 160 недель (более трёх лет) в чарте Billboard 200. Он стал третьим бестселлером 1984 года и получил премию Grammy Award в категории Альбом года в 1985 году, опередив такие легендарные диски как Born in the U.S.A. (Bruce Springsteen) и Purple Rain (Принс). К 1986 году тираж альбома достиг 15 млн копий, а к 2007 году продано более 20 миллионов.

## Список композиций
| №  | Название                     | Автор(ы)                     | Длительность |
| -- | ---------------------------- | ---------------------------- | ------------ |
| 1. | «Can't Slow Down»            | Лайонел Ричи, David Cochrane | 4:43         |
| 2. | «All Night Long (All Night)» | Ричи                         | 6:25         |
| 3. | «Penny Lover»                | Ричи, Brenda Harvey-Richie   | 5:34         |
| 4. | «Stuck on You»               | Ричи                         | 3:13         |
| 5. | «Love Will Find a Way»       | Ричи, Greg Phillinganes      | 6:16         |
| 6. | «The Only One»               | Ричи, David Foster           | 4:21         |
| 7. | «Running with the Night»     | Ричи, Cynthia Weil           | 6:01         |
| 8. | «Hello»                      | Ричи                         | 4:14         |

| №   | Название                                                       | Автор(ы)            | Длительность |
| --- | -------------------------------------------------------------- | ------------------- | ------------ |
| 9.  | «All Night Long (All Night)» (12" version)                     | Ричи                | 6:42         |
| 10. | «Penny Lover» (7" single remix)                                | Ричи, Harvey-Richie | 3:48         |
| 11. | «All Night Long (All Night)» (12" B-side instrumental version) | Ричи                | 6:43         |
| 12. | «Running with the Night» (12" B-side instrumental version)     | Ричи, Weil          | 6:57         |

| №   | Название                                             | Автор(ы)             | Длительность |
| --- | ---------------------------------------------------- | -------------------- | ------------ |
| 1.  | «Can't Slow Down» (Alternate version)                | Ричи, David Cochrane | 4:55         |
| 2.  | «Ain't No Sayin' No» (Unfinished demo)               | Ричи, Phillinganes   | 4:57         |
| 3.  | «Tell Me» (Unfinished demo)                          | Ричи, Foster         | 4:57         |
| 4.  | «All Night Long (All Night)» (Original demo version) | Ричи                 | 7:20         |
| 5.  | «Penny Lover» (Alternate version)                    | Ричи, Harvey-Richie  | 6:24         |
| 6.  | «Stuck on You» (Original demo version)               | Ричи                 | 3:00         |
| 7.  | «Can't Find Love» (Unfinished demo)                  | Ричи                 | 5:50         |
| 8.  | «Love Will Find a Way» (Original demo version)       | Ричи, Phillinganes   | 6:35         |
| 9.  | «The Only One» (Original demo version)               | Ричи, Foster         | 4:28         |
| 10. | «The Groove» (Instrumental interlude)                | Ричи                 | 1:15         |
| 11. | «Running with the Night» (Undubbed version)          | Ричи, Weil           | 6:14         |
| 12. | «Hello» (Original demo version)                      | Ричи                 | 4:26         |
| 13. | «Blues» (Outro)                                      |                      | 1:12         |

## Участники записи
По данным альбома:
Музыканты
- Лайонел Ричи — вокал, вокальные аранжировки, ритм-аранжировки (2, 3, 4, 6, 7, 8), бэк-вокал (2-7), Yamaha GS-1 (2, 3, 4), фортепиано (8)
- David Cochrane — синтезатор (1), программирование синтезатора (1), vocoder (1), синт-бас (1), гитара (1, 5), аранжировка (1), бэк-вокал (2, 5, 7)
- Greg Phillinganes — Yamaha GS-1 (2, 5), синтезатор (5), ритм-аранжировки (5)
- Michael Boddicker — синтезатор (3, 4, 7, 8), E-mu Emulator семплер (4), синтезатор (5), вокодер (7)
- John Hobbs — Fender Rhodes (3), электрофортепиано (7)
- Brian Banks — программирование синтезатора (5)
- Anthony Marinelli — программирование синтезатора (5)
- Дэвид Фостер — клавишные (6), Roland Jupiter-8 (6), Moog bass (6), ритм-аранжировки (6)
- Reginald «Sonny» Burke — Fender Rhodes (8)
- Дэррил Джонс — гитара (2), акустическая гитара (4), электрогитара (8)
- Tim May — гитара (2), акустическая гитара (8)
- Carlos Rios — гитара (3, 7)
- Mitch Holder — гитара (4)
- Louie Shelton — гитара (4, 8)
- Fred Tackett — acoustic гитара (4)
- Стивен Люкатер — гитара (6), соло-гитара (7)
- Питер Бэнкс — гитара (8)
- Abraham Laboriel — бас гитара (2, 3)
- Joe Chemay — бас гитара (4, 7, 8)
- Nathan East — бас гитара (5)
- Paul Leim — Simmons drums (1), ударные (3, 4, 8)
- John Robinson[англ.] — ударные (2, 6)
- Джефф Поркаро — ударные (7)
- Paulinho da Costa — перкуссия (2, 7)
- Charlie Loper — тромбон (2)
- Bill Reichenbach Jr. — тромбон (2)
- Chuck Findley — труба (2)
- Gary Grant — труба (2)
- Jerry Hey — труба (2)
- James Anthony Carmichael — аранжировки (1), аранжировки горна (2), струнные аранжировки (2, 3, 4, 8), ритм-аранжировки (3, 4, 5, 7, 8)
- Jeremy Lubbock — струнные аранжировки (6)
- Israel Baker — концертмейстер (3, 4, 6)
- Harry Bluestone — концертмейстер (8)
- Melinda Joyce Chatman — вокальные звуковые эффекты (2)
- Calvin Harris — бэк-вокал (2)
- Ричард Маркс — бэк-вокал (2, 5, 6, 7)
- Deborah Thomas — бэк-вокал (2, 5, 7)
- Kin Vassy — бэк-вокал (2)
- Jeanette Hawes — бэк-вокал (6)

Продюсирование
- James Anthony Carmichael — продюсер (1-5, 7, 8)
- Lionel Richie — продюсер (1-5, 7, 8)
- David Foster — продюсер (6)
- Brenda Harvey-Richie — ассистент
- Melinda Joyce Chatman — координатор
- Calvin Harris — звукоинженер и микширование
- Steve Crimmel — второй звукоинженер (1-5, 7)
- David Egerton — второй звукоинженер (1-5, 7)

## Позиции в чартах
| Чарт (1983—1984)                         | Высшая позиция |
| ---------------------------------------- | -------------- |
| Австралия (Kent Music Report)            | 1              |
| Австрия Austrian Albums Chart            | 17             |
| Нидерланды, Dutch Albums Chart           | 1              |
| Германия (Offizielle Top 100)            | 2              |
| Германия Media Control Charts            | 2              |
| Новая Зеландия, New Zealand Albums Chart | 1              |
| Норвегия, Norwegian Albums Chart         | 3              |
| Швеция, Swedish Albums Chart             | 2              |
| Швейцария, Swiss Albums Chart            | 3              |
| Великобритания, UK Albums Chart          | 1              |
| США, Billboard 200                       | 1              |
| США, Billboard Top R&B/Hip-Hop Albums    | 1              |
| США, Billboard Top Country Albums        | 55             |

| Чарт (1984)                              | Позиция |
| ---------------------------------------- | ------- |
| Австралия, Australian Albums Chart       | 1       |
| Канада (RPM Year-End)                    | 6       |
| Нидерланды, Dutch Albums Chart           | 1       |
| Новая Зеландия, New Zealand Albums Chart | 11      |
| Великобритания, UK Albums Chart          | 1       |
| США, Billboard 200                       | 3       |
| США, Billboard Top R&B Albums            | 1       |

| Чарт (1985)                        | Позиция |
| ---------------------------------- | ------- |
| Австралия, Australian Albums Chart | 12      |
| Канада (RPM Year-End)              | 94      |
| США, Billboard 200                 | 22      |
| США, Billboard Top R&B Albums      | 29      |

| Чарт (1980—1989)                   | Позиция |
| ---------------------------------- | ------- |
| Австралия, Australian Albums Chart | 6       |

## Сертификации и продажи
| Регион | Сертификация  | Продажи     |
| --- | ------------- | ----------- |
| Австралия | —             | 300,000     |
| Бельгия (BEA) | 4× Платиновый | 200 000*    |
| Канада (Music Canada) | Бриллиантовый | 1 000 000^  |
| Финляндия (Musiikkituottajat)                                                                                            | Платиновый    | 50,608      |
| Франция (SNEP) | Золотой       | 357,000     |
| Германия (BVMI) | Золотой       | 250 000^    |
| Гонконг (IFPI Hong Kong)                                                                                                 | Платиновый    | 20 000*     |
| Нидерланды (NVPI) | Платиновый    | 100 000^    |
| Новая Зеландия (RMNZ) | Платиновый    | 15 000^     |
| Испания (PROMUSICAE) | Золотой       | 50 000^     |
| Великобритания (BPI) | 3× Платиновый | 1,891,896   |
| США (RIAA) | Бриллиантовый | 10 000 000^ |
| * Данные о продажах приведены только на основе сертификации. ^ Данные о тиражах приведены только на основе сертификации. |               |             |